# Луцій Кальпурній Пізон Фругі (претор 74 року до н. е.)
Луцій Кальпурній Пізон Фругі (*Lucius Calpurnius Piso Frugi, прибл. 118 до н. е. —після 70 до н. е.) — політичний діяч Римської республіки.

## Життєпис
Походив з впливового плебейського роду Кальпурніїв. Син Луція Кальпурнія Пізона Фругі, претора 112 року до н. е. У 90 році до н. е. стає одним з трьох монетаріїв. Між 75 і 71 роками до н. е. звинуватив Публія Габінії у здирництвах в Ахайї, домігся його засудження.
У 74 році до н. е. обіймав посаду претора, опротестував багато рішень свого колеги Гая Верреса. У цьому ж році невдало захищав Гая Юнія в плебейському суді. Помер після 70 року до н. е.

## Родина
- Гай Кальпурній Пізон Фругі, квестор 58 року до н. е.